# لولا بسیس
لولا بسیس (انگلیسی: Lola Bessis؛ زادهٔ ۳۰ نوامبر ۱۹۹۲) بازیگر، نویسنده اهل فرانسه است.